# Delage Type AB

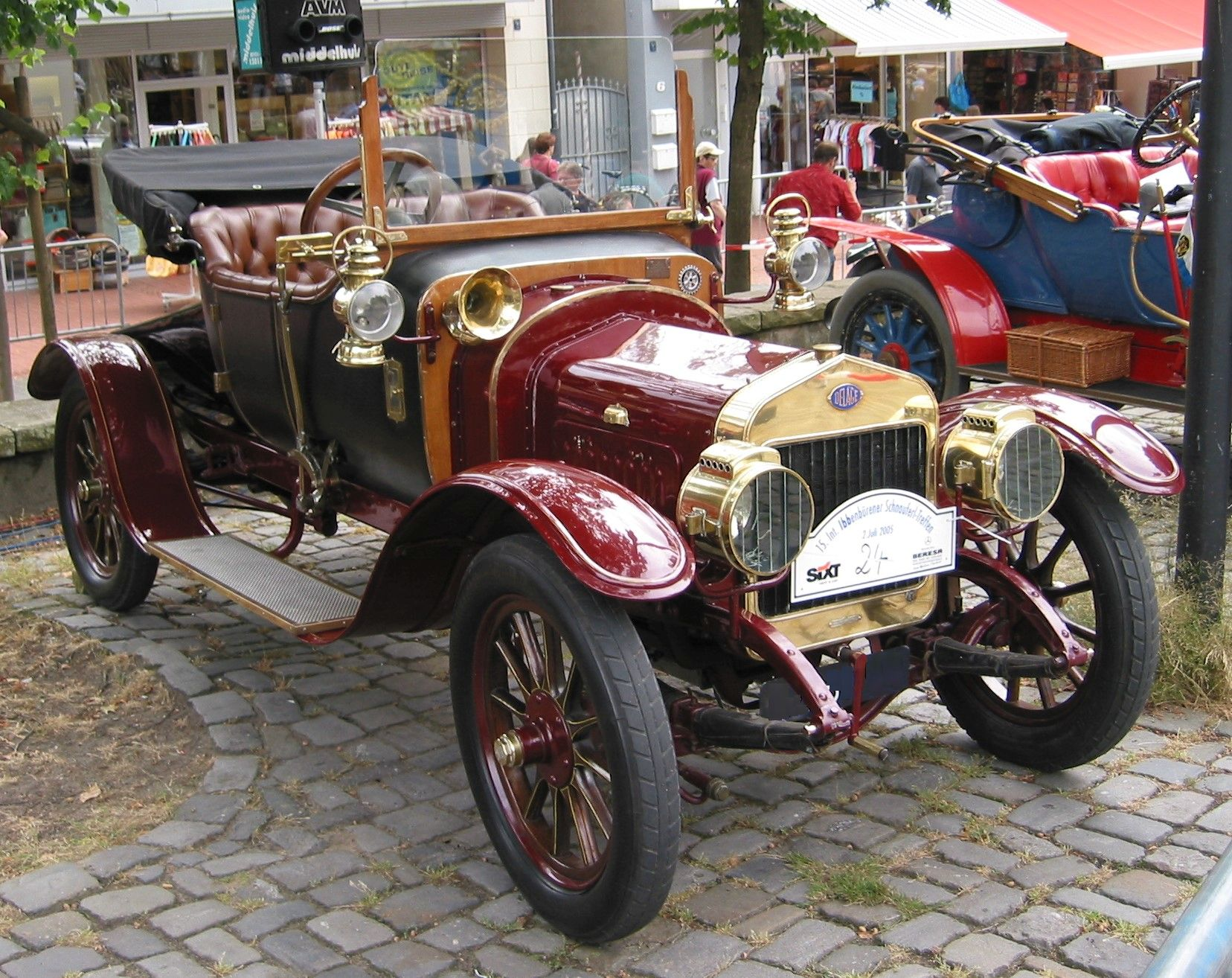
Delage Type AB von 1911

Der Delage Type AB sowie die Variante Delage Type AB 4 waren frühe Personenkraftwagenmodelle der französischen Marke Delage.

## Beschreibung
Die nationale Zulassungsbehörde prüfte den Type AB mit der Nummer 1011 und der Motorennummer 5166 und erteilte am 29. April 1910 die Genehmigung. Delage bot das Modell von 1910 bis 1913 an. Vom Type AB 4 wurde das Fahrzeug mit der Nummer 4060 und dem Motor 8900 geprüft. Diese Variante erhielt am 27. Mai 1913 die Zulassung. Es ist unklar, ob dieses Modell über 1913 hinaus angeboten wurde. Vorgänger war der Delage Type J, Nachfolger wurde der Delage Type AI. 
Ein Vierzylindermotor von Établissements Ballot trieb die Fahrzeuge an. Er hatte 75 mm Bohrung und 120 mm Hub. Das ergab 2121 cm³ Hubraum. Er war mit 12 Cheval fiscal eingestuft und leistete 16 PS. Während der ersten drei Serien war es ein Motor vom Typ 4 F und danach vom Typ 4 FM. Die Unterschiede sind nicht bekannt.
Der Type AB hatte ein Drei- und der Type AB 4 ein Vierganggetriebe.
Das Fahrgestell hatte 1280 mm Spurweite und 2750 mm Radstand. Bekannt sind zwei- und viersitzige Karosserien als Torpedo.
Delage Type AB, Type AC, Type AD, Type AE und Type AH hatten ein ähnliches oder sogar identisches Fahrgestell. Der Hauptunterschied lag im verwendeten Motor.

## Stückzahlen und überlebende Fahrzeuge
Peter Jacobs vom Delage Register of Great Britain erstellte im Oktober 2006 eine Übersicht über Produktionszahlen und die Anzahl von Fahrzeugen, die noch existieren. Seine Angaben zu den Bauzeiten weichen in einigen Fällen von den Angaben der Buchautoren ab. Stückzahlen zu den Modellen vor dem Ersten Weltkrieg sind unbekannt. Für dieses Modell gibt er die abweichende Bauzeit von 1909 bis 1913 an. Es existieren noch sechs Fahrzeuge.